# Stanislas Gourlez de La Motte
 (avril 2022).
Stanislas Gourlez de La Motte, né le 11 mars 1964, est un militaire français. Amiral, il est inspecteur général des armées du 1er août 2022 au 30 juillet 2023, après avoir été major général de la Marine du 24 décembre 2018 au 31 juillet 2022.

## Biographie

### Origine et formation
Stanislas Gourlez de la Motte est le fils du général de corps d'armée Dominique Gourlez de La Motte et le frère d'Olivier Gourlez de La Motte, également général de corps d'armée.
Après deux années de classe préparatoire scientifique au Prytanée de la Flèche, où il reçoit le prix d'honneur, il intègre en 1983 l'École navale, spécialité Scientifique et Technique. À l'issue de l'école d'application comme enseigne de vaisseau à bord de la Jeanne d'Arc (1985-1986), il s'oriente vers les forces sous-marines.

### Carrière militaire
En juin 1986, il est affecté au sous-marin Sirène et est promu enseigne de vaisseau de première classe en août 1986.
De 1987 à 1989, il suit l'école de spécialité énergie au Centre d'instruction naval de Saint-Mandrier, puis l'école des applications militaires de l'énergie atomique à Cherbourg, d'où il sort breveté officier énergie atomicien. Il rallie en janvier 1990 le Sous-marin nucléaire d'attaque Casabianca (S603) comme chef des services Propulsion et Électricité et effectue trois patrouilles opérationnelles sur ce bâtiment. Il est promu lieutenant de vaisseau en août 1990.
Fin 1991, il embarque à bord du Foudroyant (S610), un sous-marin nucléaire lanceur d'engins (SNLE) de la classe Le Redoutable comme chef de service Énergie. Puis en juin 1994, il passe au Perle (S606) comme chef de groupement énergie. Après trois cycles opérationnels, il est promu capitaine de corvette (mars 1995). En juin 1996, il devient officier entraînement-énergie à l'escadrille des sous-marins nucléaires d’attaque, après quoi il suit l'enseignement de la 6e promotion du Collège interarmées de défense (CID). En mars 1999, il est promu capitaine de frégate.
Il obtient le brevet de l'enseignement militaire supérieur en août 1999 et devient alors officier chargé de la sécurité nucléaire à la division forces nucléaires de l’état-major des armées.
En juillet 2002, il est désigné officier chargé de la sécurité nucléaire à bord du Charles de Gaulle.
En septembre 2004, il est désigné chef d'état-major de l'escadrille des sous-marins nucléaires d’attaque. En décembre, il est promu capitaine de vaisseau.
Deux ans plus tard, il est désigné chef du bureau soutien naval de l’état-major de la marine.
En juillet 2009, il est affecté à l'état-major des armées, où il est chef de la section logistique interarmées au sein de la division Soutiens logistiques interarmées. En 2010-2011, il est auditeur de la 60e session du Centre des hautes études militaires et de la 63e session de l'Institut des hautes études de Défense nationale. En juillet 2011, il devient chef de la cellule marine et théâtre national au sein du cabinet du ministre de la défense.
Le 1er septembre 2014, il est nommé adjoint de l'amiral commandant des Forces sous-marines (France) et de la force océanique stratégique.
Le 1er septembre 2016, il occupe les fonctions d'autorité de coordination pour les relations internationales à l'état-major de la marine.
Le 1er janvier 2017, il prend les fonctions d’autorité de coordination pour les affaires nucléaires, la prévention et la protection de l’environnement pour la marine.
Le 24 décembre 2018, il est promu vice-amiral d’escadre et nommé major général de la Marine,. Il institue un partenariat avec France Cyber Maritime sur la cybersécurité.
En 2020, son nom est évoqué pour la fonction de chef d'état-major de la Marine mais c'est Pierre Vandier qui est finalement désigné.
Stanislas Gourlez de La Motte est inspecteur général des armées du 1er août 2022 au 30 juillet 2023. Il est élevé aux rang et appellation d'amiral au jour de sa prise de fonction.

### Carrière dans le milieu civil
Depuis juillet 2023, il est conseiller auprès du président de Naval Group.

## Décorations
- Commandeur de la Légion d'honneur en 2019[11] (officier en 2010[12], chevalier en 2000[13]).
- Grand officier de l'ordre national du Mérite en 2023[14] (commandeur en 2016[15]).
- Médaille de la Défense nationale, échelon or.